# Burin
Burin (tên khoa học: Burhinus oedicnemus) là một loài chim trong họ Burhinidae.
Loài chim này sinh sống ở châu Âu, tây Bắc Á. Thức ăn của nó là côn trùng, động vật không xương sống, bò sát và gặm nhấm. Nó làm tổ ở hố cào cạn trên mặt đất.

## Hình ảnh

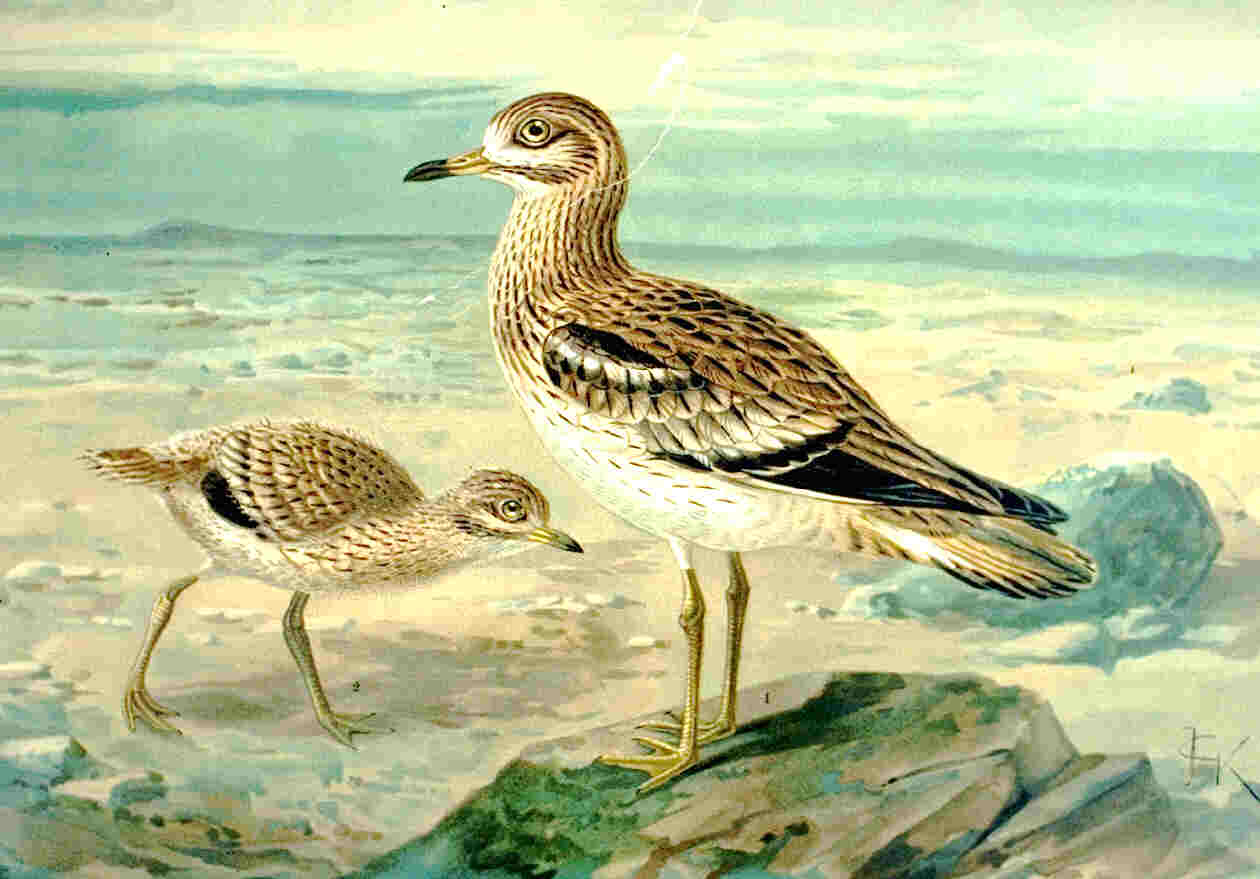
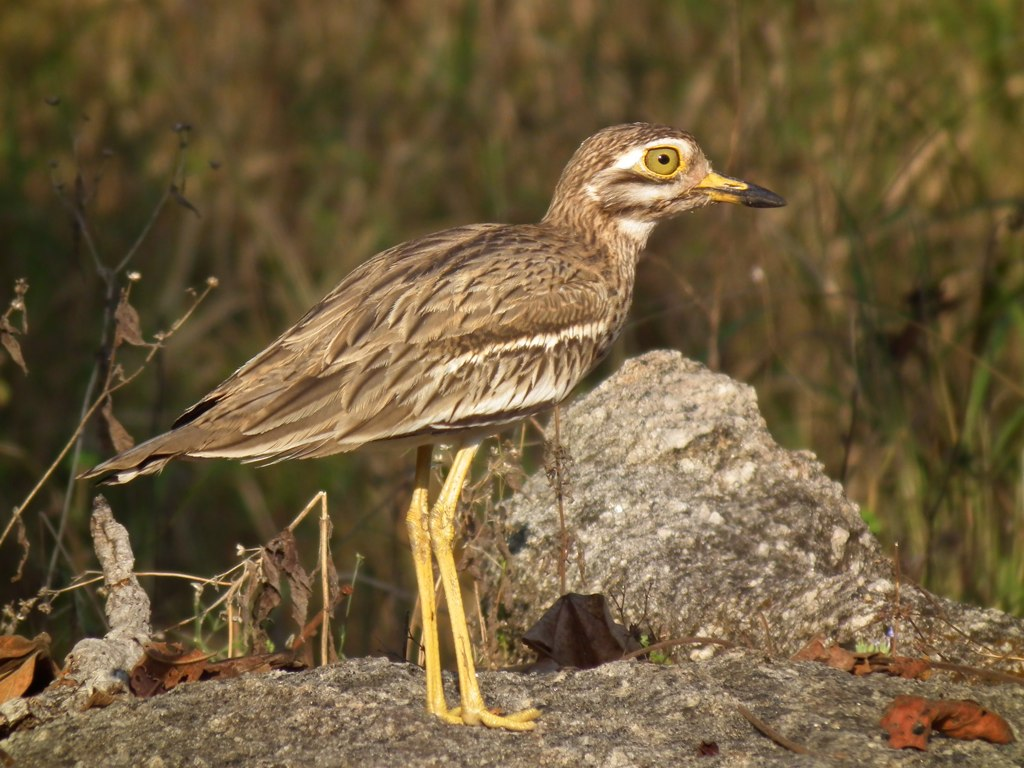
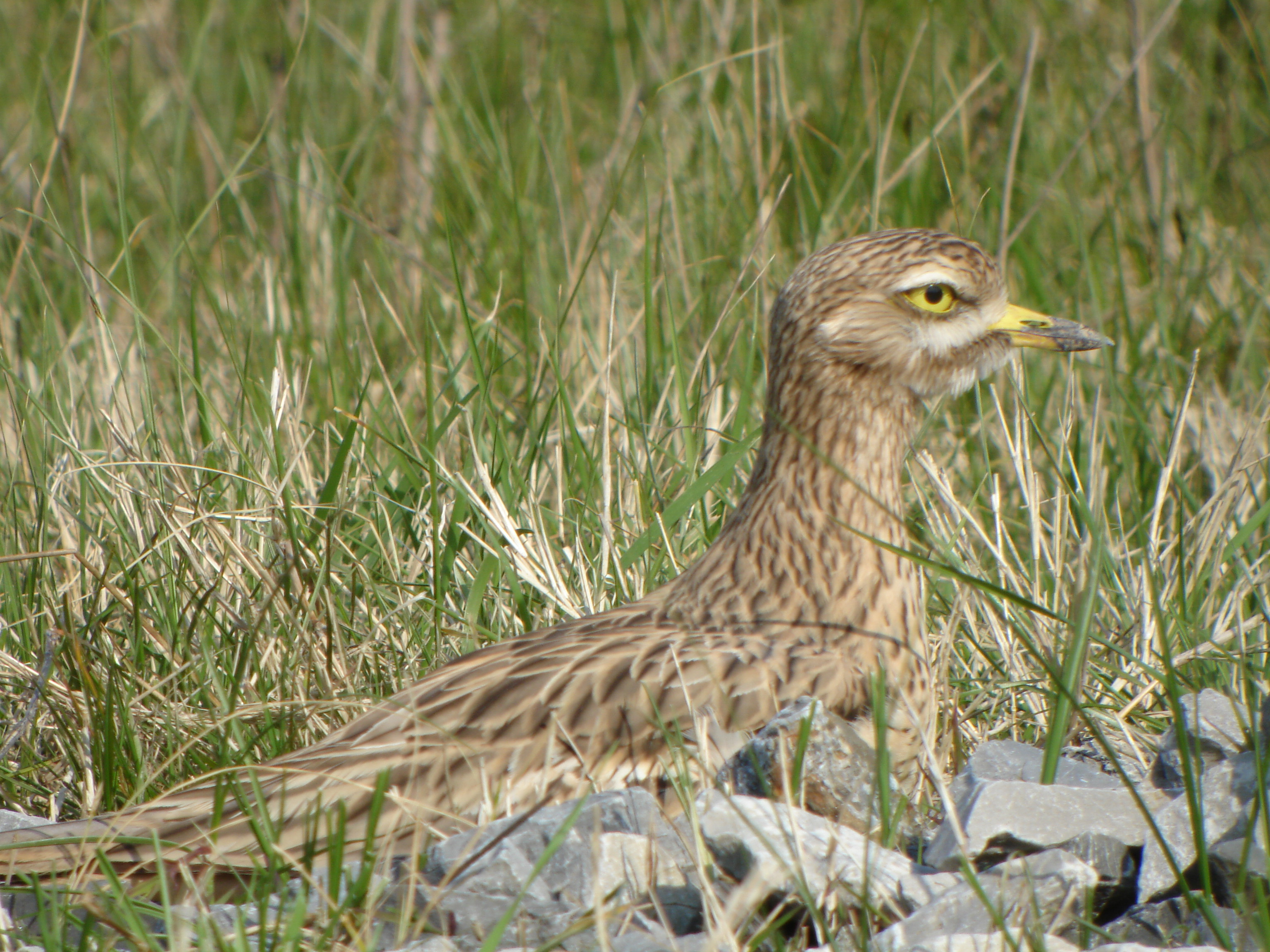
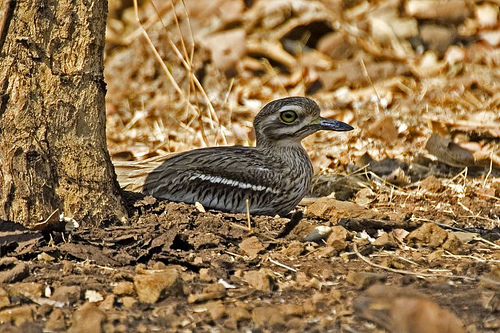
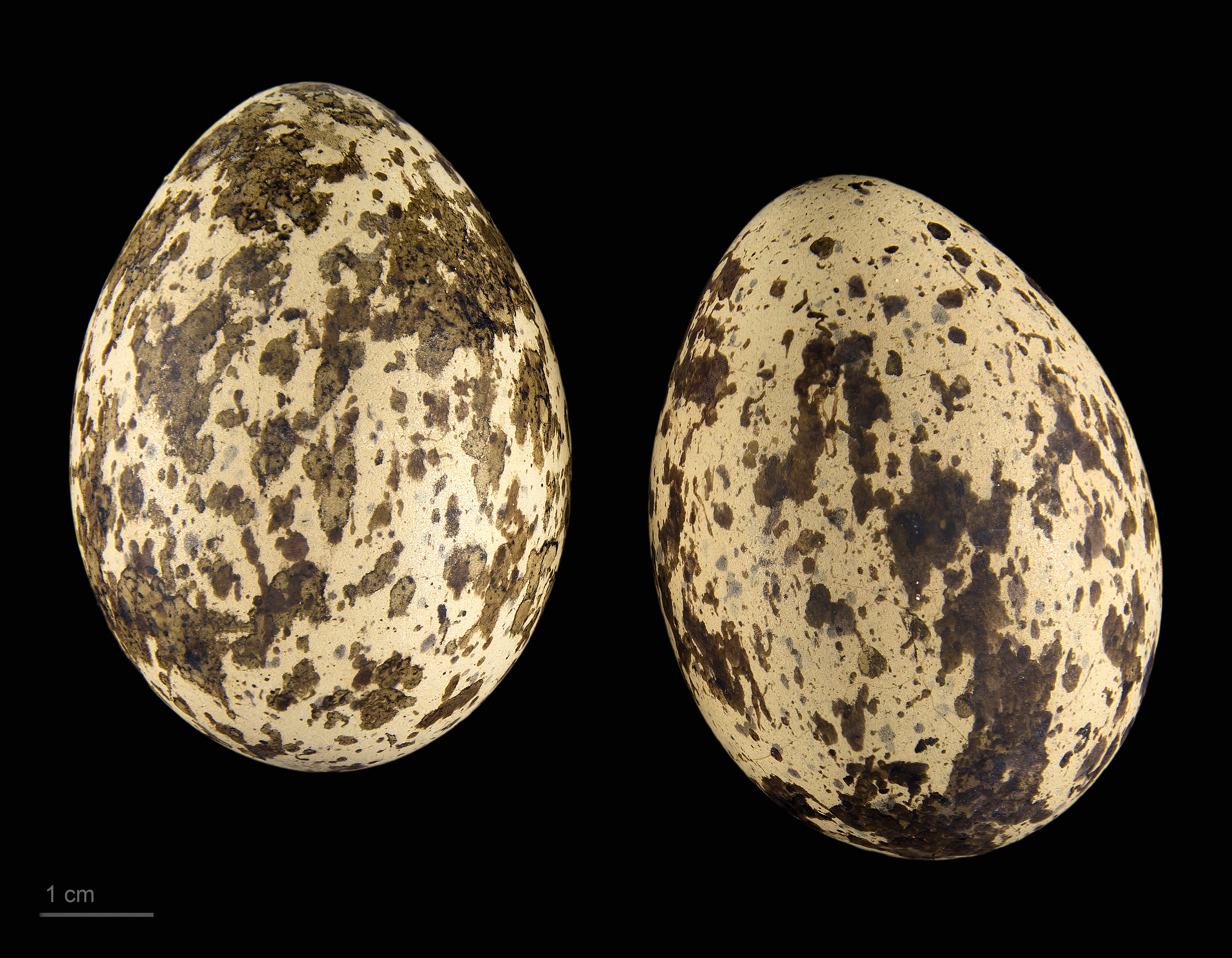
Museum specimen